# (2553) Вильев
(2553) Вильев (лат. Viljev) — типичный астероид главного пояса, открыт 29 марта 1979 года советским астрономом Николаем Черных в Крымской астрофизической обсерватории и 28 марта 1983 года назван в честь астронома Михаила Вильева.

## Обнаружение и именование
(2553) Вильев
Открыт 29 марта 1979 года в Научном Н. С. Черных.
Назван в память о Михаиле Анатольевиче Вильеве (1893—1919), который благодаря своим исключительным способностям и неустанным усилиям, несмотря на свою короткую жизнь, провёл огромное количество исследований в области небесной механики, теоретической астрономии и истории астрономии. В честь Вильева также назван лунный кратер.
Оригинальный текст (англ.)2553 Viljev
Discovered 1979-03-29 by Chernykh, N. at Nauchnyj.
Named in memory of Mikhail Anatol'evich Vil'ev (1893—1919), who, because of his exceptional abilities and tireless efforts, and in spite of his short life, made a prodigious number of investigations in the areas of celestial mechanics, theoretical astronomy and the history of astronomy. Viljev is also honored by a lunar crater.
Источники: DISCOVERY.DB; M.P.C. 7785.

## Орбита

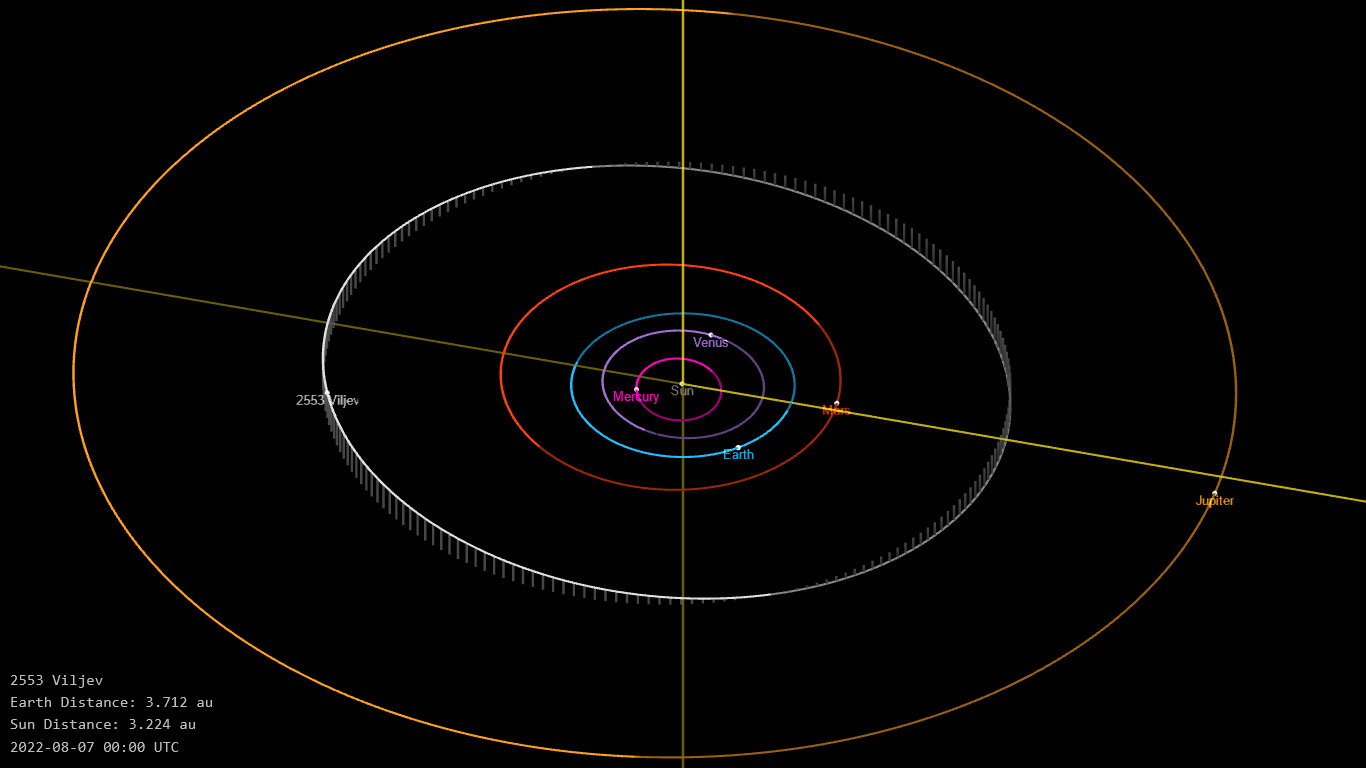
Орбита астероида Вильев и его положение в Солнечной системе

## Физические характеристики
Астероид относится к таксономическому классу C.
По результатам наблюдений в видимом и ближнем инфракрасном диапазоне космического телескопа NEOWISE диаметр астероида сначала оценивался равным 14,260±0,207 км, позже — 14,021±0,212 км. Согласно тем же источникам альбедо оценивается как 0,2635±0,0499 и 0,271±0,059.